# Mercheașa
Mercheașa [merˈceaʃa] (deutsch Streitfort, ungarisch Mirkvásár, såksesch Streitfert) ist ein Dorf im Kreis Brașov in der Region Siebenbürgen in Rumänien. Verwaltungsmäßig gehört Mercheașa zur Gemeinde Homorod (Hamruden).
Mercheașa ist auch unter den rumänisch veralteten Bezeichnungen Mertiașa, Mergheașa und Micloșa bekannt.

## Geographische Lage

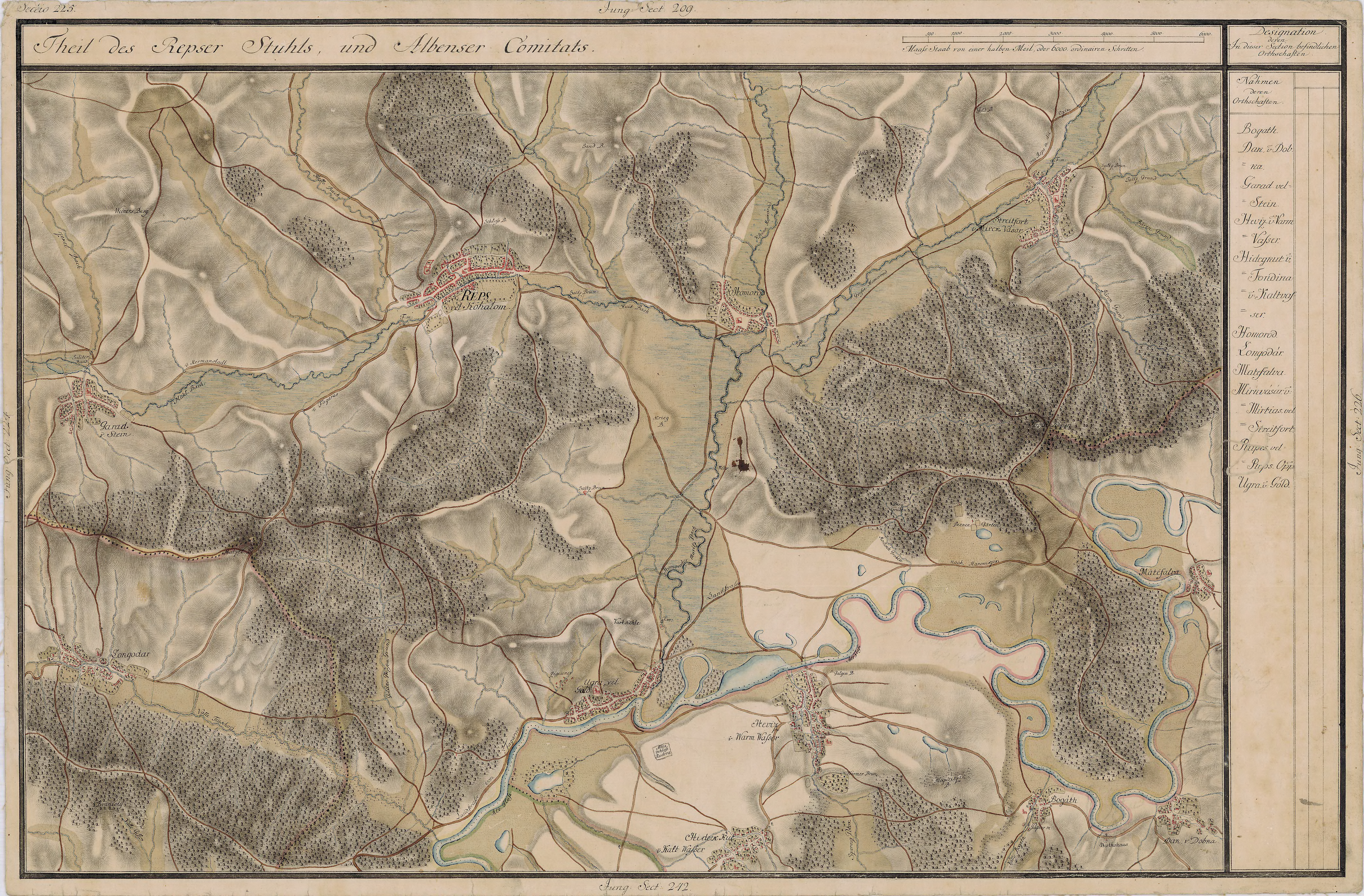
Streitfort in der Josephinischen Landaufnahme von 1769 bis 1773.

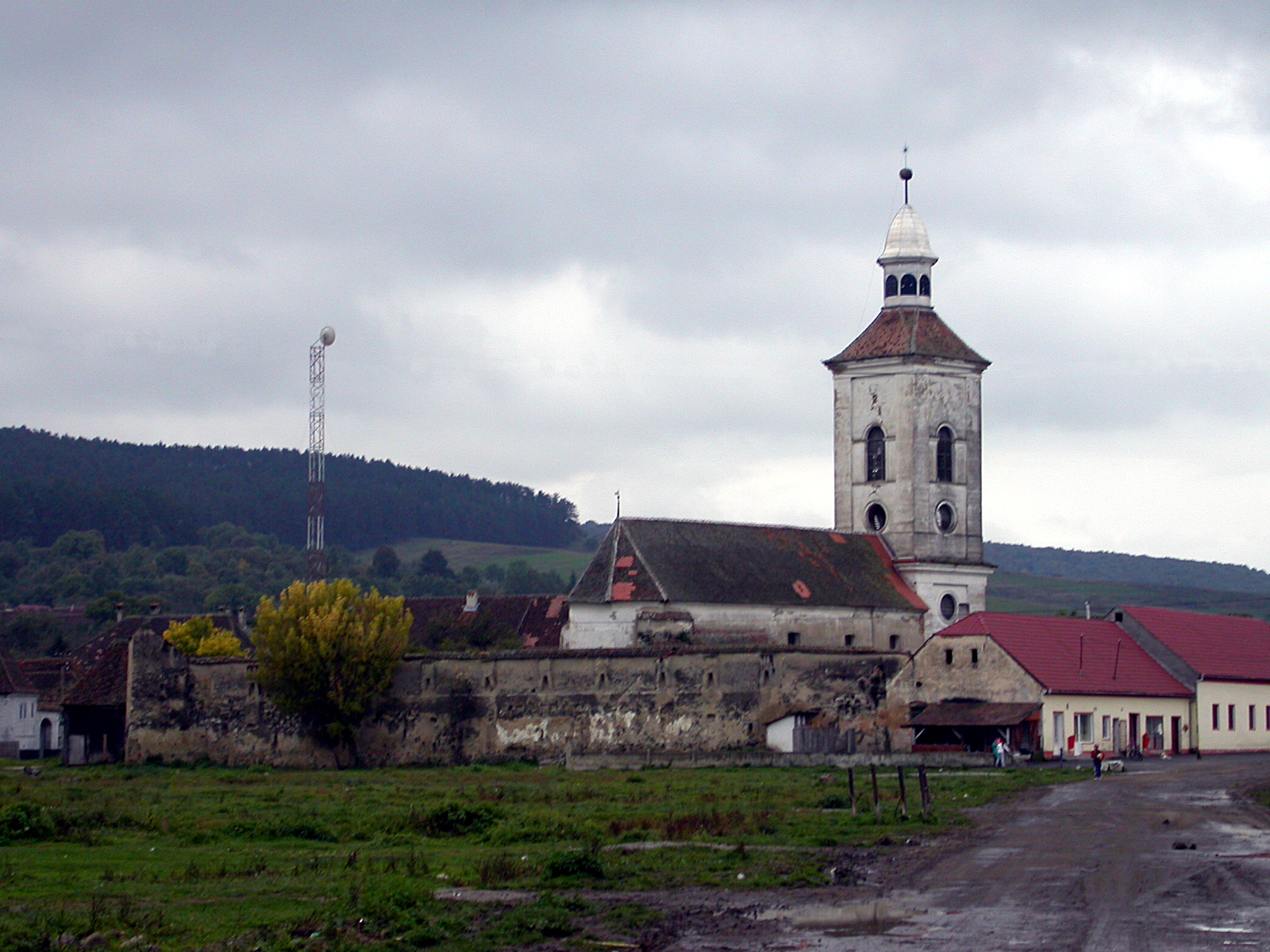
Evangelische Kirchenburg

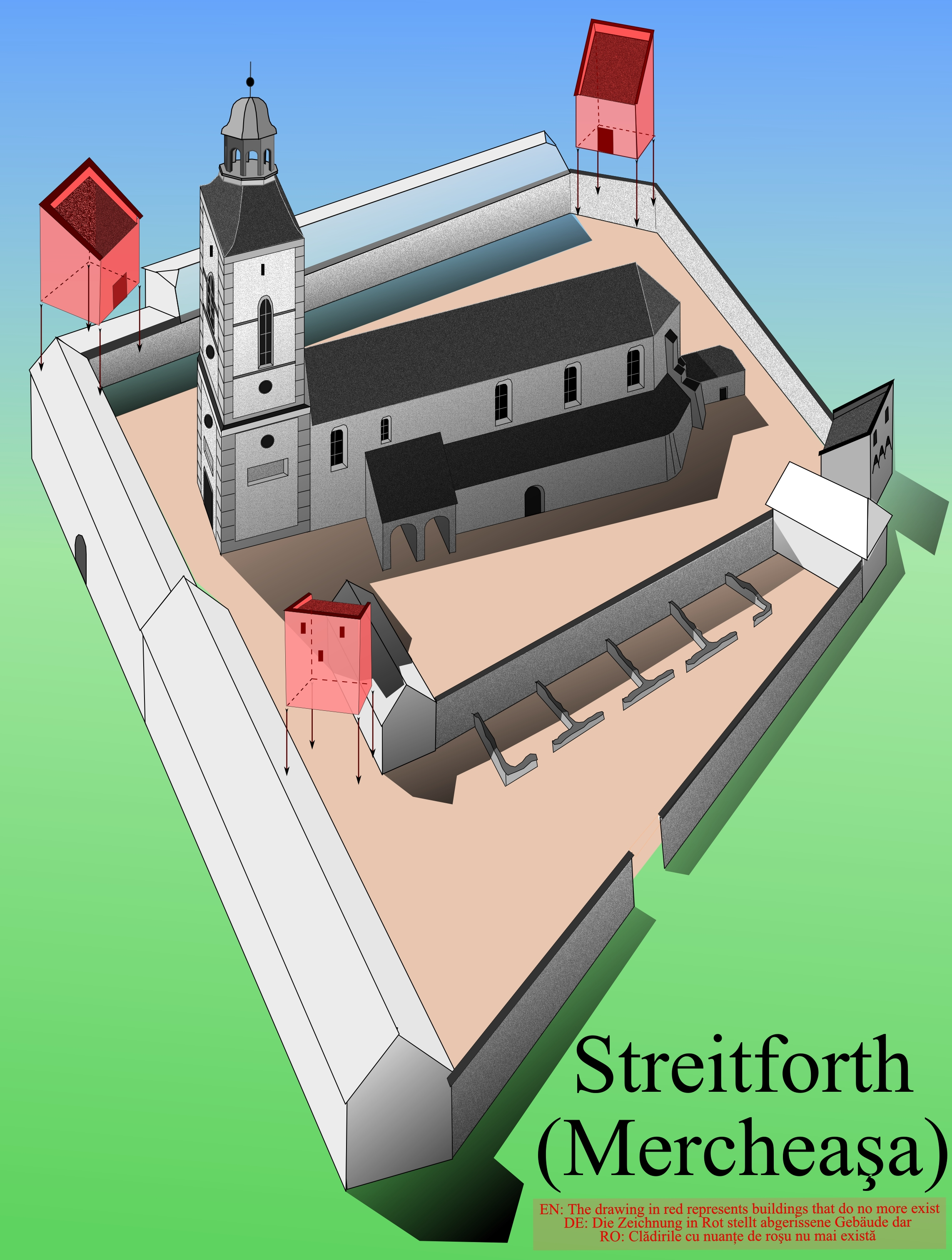
Evangelische Kirchenburg

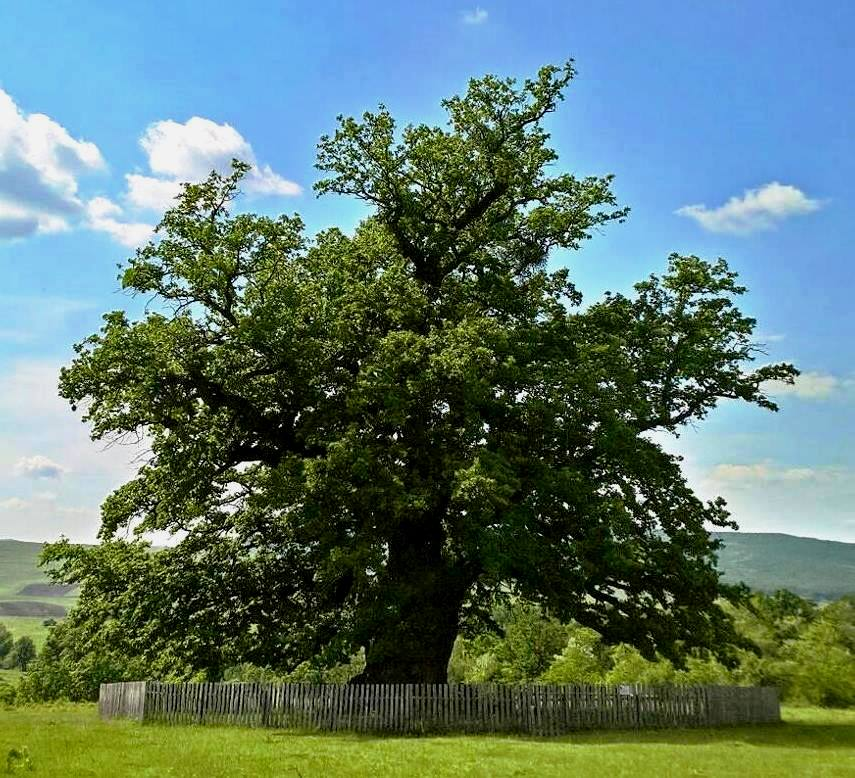
Die Streitforter Eiche

Der Ort befindet sich im Altland am Unterlauf des Kleinen Homorodbachs (Homorodul Mic) und der Kreisstraße (Drum județean) DJ 132 etwa neun Kilometer nordöstlich von der Kleinstadt Rupea (Reps) und etwa 50 Kilometer nordwestlich von der Kreishauptstadt Brașov (Kronstadt).

## Geschichte
Das Dorf wurde zum ersten Mal 1400 in einem kirchlichen Steuerregister unter dem deutschen Namen Stristfordia erwähnt. Es befand sich auf dem Königsboden und gehörte dem Repser Stuhl an. 1658 wurde Streitfort, wie auch der Nachbarort Katzendorf, von den Türken niedergebrannt.
Im Königreich Ungarn gehörte Mercheașa dem Stuhlbezirk Kőhalom (heute Rupea) in der Gespanschaft Groß-Kokelburg, anschließend dem historischen Kreis Târnava-Mare und ab 1950 dem heutigen Kreis Brașov an.

## Bevölkerung
Die Bevölkerung in Mercheașa entwickelte sich von 1850 bis 2002 wie folgt:
| 1850 | 1.187 | 416 | -  | 655 | 116 |
| 1920 | 1.319 | 606 | 2  | 711 | -   |
| 1941 | 1.028 | 440 | 28 | 493 | 67  |
| 1977 | 565   | 313 | 29 | 164 | 59  |
| 1992 | 501   | 224 | 19 | 46  | 212 |
| 2002 | 534   | 270 | 35 | 9   | 220 |
| 2011 | 502   | 250 | 34 | 6   | 212 |

## Sehenswürdigkeiten
- Hauptsehenswürdigkeit des Ortes ist die siebenbürgisch-sächsische Kirchenburg.[5]

Die Kirche geht vermutlich auf einen im 13. Jahrhundert erbauten romanischen dreischiffigen Vorgängerbau zurück. Im 15. Jahrhundert wurde sie zu einer Saalkirche umgebaut. Ende des 15. oder Anfang des 16. Jahrhunderts wurde die Kirche befestigt. Von den Befestigungen sind heute noch der Großteil der Mauer sowie einer der ursprünglich vier Wehrtürme erhalten. Der heutige Kirchturm wurde zwischen 1848 und 1858 errichtet.
Die gesamte Anlage befindet sich im Verfall; steht unter Denkmalschutz.
- Auf dem Areal des Dorfes steht eine etwa 900 Jahre alte Eiche (⊙).[8] Sie hat eine Höhe von etwa 21 Meter, einen Umfang von 9,3 Meter und wird „Der Alte aus den Karpaten“ (Bătrânul Carpaților) genannt.[9]